# オナガサイシン
オナガサイシン（尾長細辛、学名：Asarum caudigerum、シノニム：Asarum leptophyllum）とは、ウマノスズクサ科カンアオイ属の多年草。別名、産地にちなみ、カツウダケカンアオイという。

## 概要
日本では琉球諸島の沖縄島北部の嘉津宇岳、安和岳に、日本国外では台湾のほか中国大陸（南部）に広く分布する。日本では、山地の常緑広葉樹林の林床に生育する。石灰岩地の林内に生えるという。
多年草。匍匐枝は10～20cm程度で、全体に白い毛が生えている。葉は対生、三角状卵形～卵状楕円形で、長さ7～18cm前後、先端は鋭く尖り、表面は暗緑色で光沢があり、裏面は淡緑色で粗毛がある。葉柄は長い。花期は2～3月。花のように見えるのは花弁ではなく3枚のがく片である。がく片が集合したがく筒は筒型で、がく片は三角状披針形で、長さ10-25mmに先端が尾の様に伸びるのが特徴である。また、がく筒は赤紫色で、毛が密生する。雄しべはふつう12個、雌しべは6個。
園芸用の採取や開発等で、個体数を減らしている。

## 保護上の位置づけ
絶滅危惧IA類 (CR)（環境省レッドリスト）
生育地である下記の地方公共団体が作成したレッドデータブックに掲載されている。
- 沖縄県：絶滅危惧IA類 - Asarum leptophyllumを採用している。

2017年（平成29年）に、国内希少野生動植物種および特定第一種国内希少野生動植物種に指定された。